# Microrregión de Cascavel (Ceará)
La microrregión de Cascavel es una de las microrregiones del estado brasileño del Ceará perteneciente a la mesorregión Norte Cearense. Su población fue estimada en 2006 por el IBGE en 128.225 habitantes y está dividida en tres municipios. Posee un área total de 2.527,211 km².

## Municipios
- Beberibe
- Cascavel
- Pindoretama

- Datos: Q2539736